# Xysticus guizhou
Xysticus guizhou là một loài nhện trong họ Thomisidae.
Loài này thuộc chi Xysticus. Xysticus guizhou được miêu tả năm 1997 bởi Da-xiang Song & Zhu.